# Sinh cảnh (nơi ở sinh thái)

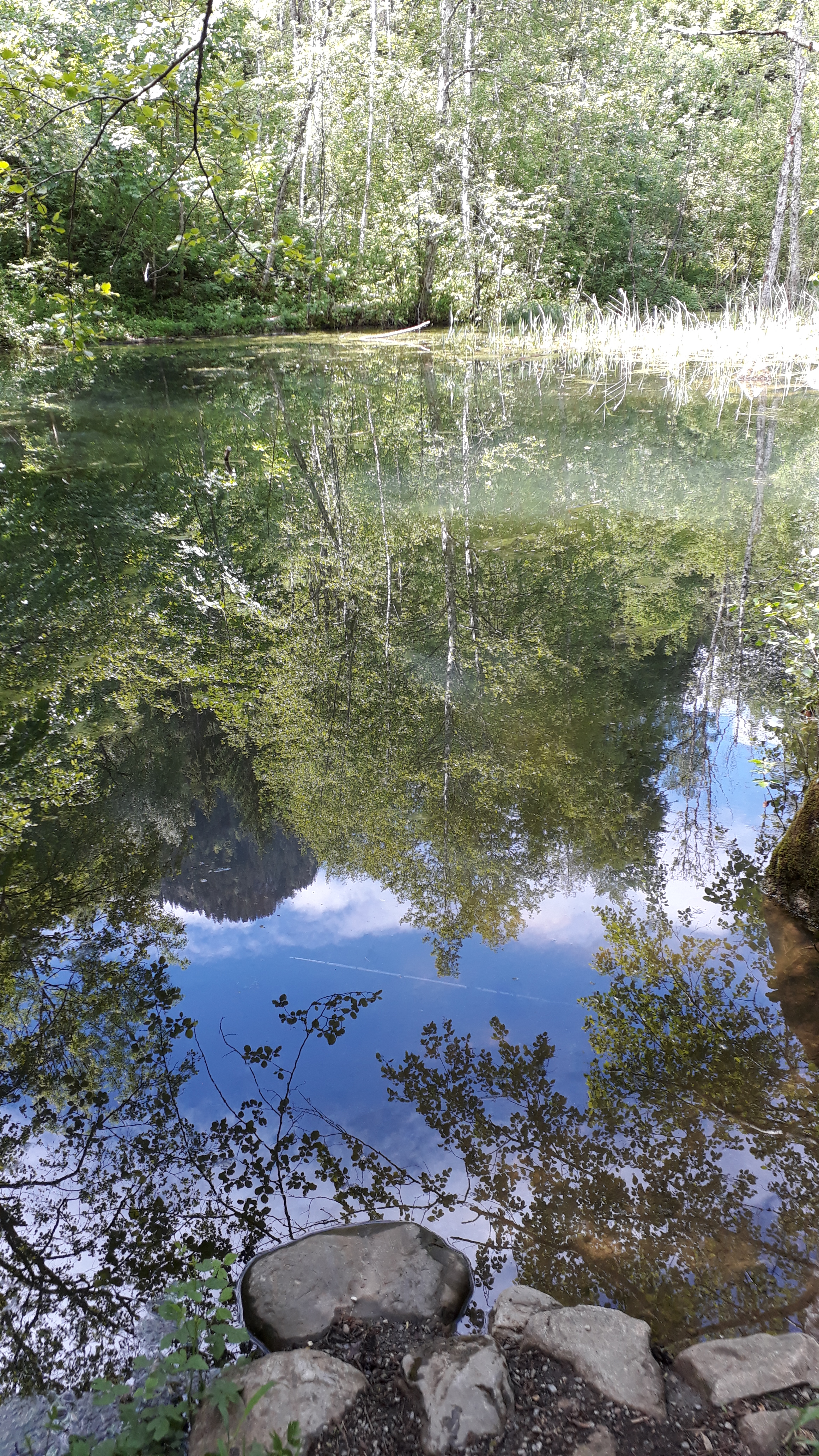
Sinh cảnh Rosenegg ở vùng Buers, Vorarlberg, nước Áo.

Sinh cảnh (hay nơi ở sinh thái) là môi trường vô sinh của quần thể hoặc của cả quần xã sinh sống ở đấy, từ đó hình thành nên hệ sinh thái.
Ví dụ: Một cái ao có nhiều cá, tôm, cua, rong, tảo. Tập hợp tất cả những nhân tố vô sinh ở đây có: nước, ánh sáng, nhiệt độ, muối và các loại khí hòa tan trong nước ao, v.v. tạo nên sinh cảnh của các sinh vật trong ao. Còn tập hợp tất cả các sinh vật ở ao này tạo nên quần xã. Mô tả một cách đơn giản nhất: nếu "nhặt" tất cả các sinh vật trong ao này đặt sang một bên, thì phần còn lại là sinh cảnh. 
Tuy nhiên, cũng có tác giả nhấn mạnh rằng sinh cảnh chỉ bao gồm các các nhân tố vô sinh có tác động trực tiếp hoặc gián tiếp lên sinh vật ở đó, chứ không phải là tất cả các nhân tố có thể có.
Trong tiếng Anh, từ này là biotope (sinh cảnh) hoặc là habitat ecology (nơi ở sinh thái). Ví dụ như tập hợp các nhân tố vô sinh gồm nhiệt độ, độ ẩm, ánh sáng, nước, độ ẩm, các chất vô cơ và hữu cơ ngoài cơ thể sinh vật, v.v. trong một khu rừng ngập mặn, một cái ao, một cồn cát, một hàng rào, một bãi biển đều là sinh cảnh.
Sinh cảnh và quần xã mà nó chứa tạo thành một hệ sinh thái, trong đó luôn có tác động tương hỗ giữa các sinh vật với nhau và với môi trường vô sinh.

## Từ nguyên và nội hàm
- Khái niệm "biotope" được đưa ra đầu tiên nhờ nhà động vật học người Đức nổi tiếng là Ernst Haeckel (1834-1919) mà ông gọi là biota. Trong cuốn sách "General Morphology" (Hình thái học đại cương - 1866), ông không chỉ đề cập tới khái niệm này, mà còn định nghĩa thuật ngữ "sinh thái học" (còn dùng đến ngày nay), đồng thời ông nhấn mạnh tầm quan trọng của "biota" như là điều kiện tiên quyết cho sự tồn tại của sinh vật. Haeckel giải thích rằng  biota là một thành phần của hệ sinh thái, gồm các yếu tố không sống trong môi trường (như khí, nước, đất, đá và đặc điểm địa lý) và sự tương tác với các sinh vật sống ở đó. Sau đó, vào năm 1908, giáo sư F. Dahl ở Bảo tàng Động vật học Berlin đã gọi thành phần sinh thái này (biota) là "sinh cảnh" (biotop).[9]
- Theo nghĩa đơn giản nhất, sinh cảnh hay nơi ở sinh thái là tập hợp các nhân tố vô sinh ở hệ sinh thái.
- Các nhà khoa học có thể đo lường các nhân tố vô sinh ở sinh cảnh để xác định môi trường sống của sinh vật một cách chi tiết. Những nhân tố này có thể xác định theo biên độ nhiệt độ trong ngày, cường độ ánh sáng, hàm lượng nước, môi trường hóa học (độ axit, độ mặn), cũng như và lực vật lý tác động (sóng, gió). Trong mỗi sinh cảnh, thì mỗi loài sinh vật có những nhu cầu riêng gọi là ổ sinh thái của loài, khái niệm được nhà sinh thái học G. Evelyn Hutchinson phát triển, dùng để chỉ một "không gian sống" gồm toàn bộ các điều kiện môi trường mà một sinh vật có thể chịu đựng và bằng tất cả các nguồn lực cần thiết cho sự sống, tăng trưởng và sinh sản.[10]

## Các nội dung khác

### Phục hồi sinh cảnh
Mặc dù thuật ngữ "biotope" được coi là một thuật ngữ thuộc lĩnh vực  sinh thái học, nhưng trong nhiều năm gần đây, thuật ngữ này thường được sử dụng nhiều trong các hoạt động khác liên quan đến hành chính và dân sự. Từ những năm 1970, thuật ngữ "biotope" đã dùng chủ yếu là ở Đức, sau đó ở nhiều nước châu Âu dùng để chỉ các hoạt động để bảo tồn, tái tạo môi trường tự nhiên. Các hoạt động này gọi là "tái tạo sinh cảnh" (biotope restoration) đã được hưởng ứng nhiệt tình, thường bao gồm
- Tạo vườn cây trên sân thượng,
- Cải tạo các dòng sông phục hồi phẩm chất tự nhiên của chúng,
- Trồng cây,
- Xây dựng công viên xanh dọc theo đường cao tốc (Autobahn),
- Xây dựng các vườn trường, hệ sinh thái ao hồ,
- Phát triển các vườn cây tư nhân,

v.v
Tóm lại gồm các hoạt động rất khác nhau góp phần bảo tồn và phát triển giới tự nhiên, tôn trọng các sinh vật sống khác. Do đó, thuật ngữ "biotope" còn bao gồm cả ý nghĩa "bảo vệ môi trường".

### Thủy sinh cảnh
Thuật ngữ "biotope" còn được sử dụng trong những người có sở thích nuôi cá cảnh để mô tả một thiết lập môi trường thủy sinh (aquaria) mô phỏng môi trường sống tự nhiên của một tập hợp các loài sinh vật thủy sinh (thường là cá và rong biển). Ý tưởng của họ đã dẫn đến các công trình tái tạo hồ, ao, sông, suối hay thậm chí cả biển với các thông số về nước, hàm lượng muối, ánh sáng, thực vật, vật liệu nền, v.v để nuôi thả các loài cá, tôm, cua thường sống cùng nhau trong tự nhiên, đại diện cho một hệ sinh thái cụ thể mà họ mong muốn. Chẳng hạn có công trình đã tái tạo "nhánh sông Rio Negro gần Barcelona, Brazil" với rất nhiều cành, cành, rễ, lá chết, chất nền là cát nhẹ, nước  màu tannin và ánh sáng dịu nhẹ với các loài như Nannostomus Eques, Paracheirodon axelrodi, Hemigrammus bleheri và Dicrossus filamentosus. Trong trường hợp này công trình đó cũng gọi là sinh cảnh.